# Stiens
Stiens – miasto w Holandii, w prowincji Fryzja. Jest siedzibą i największą miejscowością gminy Leeuwarderadeel. Liczba ludności na styczeń 2017 wynosiła 7545 osób.